# Michael Francis Joseph Quinn
Pour l’article homonyme, voir Quinn.
Michael Joseph Francis Quinn (19 novembre 1851 - 6 décembre 1903) est un avocat et homme politique fédéral du Québec.

## Biographie
Né à Kingston dans le Canada-Ouest (Ontario), il devient député du Parti conservateur dans la circonscription fédérale de Sainte-Anne en 1896. Défait par le libéral Daniel Gallery en 1900, il est également défait par le libéral Edward Holton dans Châteauguay en 1887.